# Мати Кінциг
48°34′24″ пн. ш. 7°48′40″ сх. д. / 48.57320786° пн. ш. 7.811203° сх. д.
Мати Кінціг (нім. Mutter Kinzig) — чавунна статуя скульптора Франца Ксавера Райха (1815–1881) з Гюфінгена, яка з 1905 року була інтегрована в меморіал Франко-прусської війни 1870/71 років на ринковій площі в німецькому місті Кель. Представляє «красиву, мрійливу та сексуальну», 

«дивовижно вродливу» 

оголену жінку, яку називають «найкрасивішою дівчиною Келя». 

## Опис
Мати Кінциг є уособленням річки Кінциг, притоки Рейну. 
Ідеалізована, широкоплеча жінка з довгим розпущеним волоссям і короною з шишок, вона зображена такою, що сходить з пня, ллючи воду з гідрії. 
Статуя має приблизно натуральну величину. 

## Історія
Спочатку статую було встановлено навпроти зображення «Батька Рейна» на 17-метровому порталі в стилі неоготики на німецькій стороні залізничного мосту через Рейн між Келем і Страсбургом  Франція, урочисто відкритого в квітні 1861 року. 
На французькій стороні, еквівалентна пара статуй, що зображують Пер-Рейн і Мері Іль. 
Мати Кінциг є роботою неокласичного скульптора Франца Ксавера Райха (1815–1881); її візаві Батько Рейн був роботою Ганса Баура. 

Після руйнування мосту 22 липня 1870 року під час франко-прусської війни статуї впали в Рейн. 
Їх замінили на нові версії на новому мосту, який був побудований в 1874 році і повністю зруйнований під час Другої світової війни . 
Хоча оригінальний батько Рейн так і не був відновлений, оригінальна матір Кінциг відновлена в 1897 році. 

Поєднання чоловічої статуї, що представляє річку Рейн, і жіночої статуї, що представляє одну з її приток, було чимось на зразок місцевої традиції в ХІХ столітті. 
Дві пари на залізничному мосту втрачено, але третю пару, уособлення Рейну та Мозелі, все ще можна побачити сьогодні в Страсбурзькому Нойштадті 
(див. галерею нижче). 

## Актуальна презентація
З 1905 року статуя Матері Кінциг прикрашає меморіал у пам'ять про франко-прусську війну на центральній площі Келя Марктплац (Ринкова площа). 
За нею є вільний простір, де колись стояла колишня ратуша Келю (нинішня ратуша, будівля 1817 року, використовується за призначенням з 1910 року). 

## Галерея

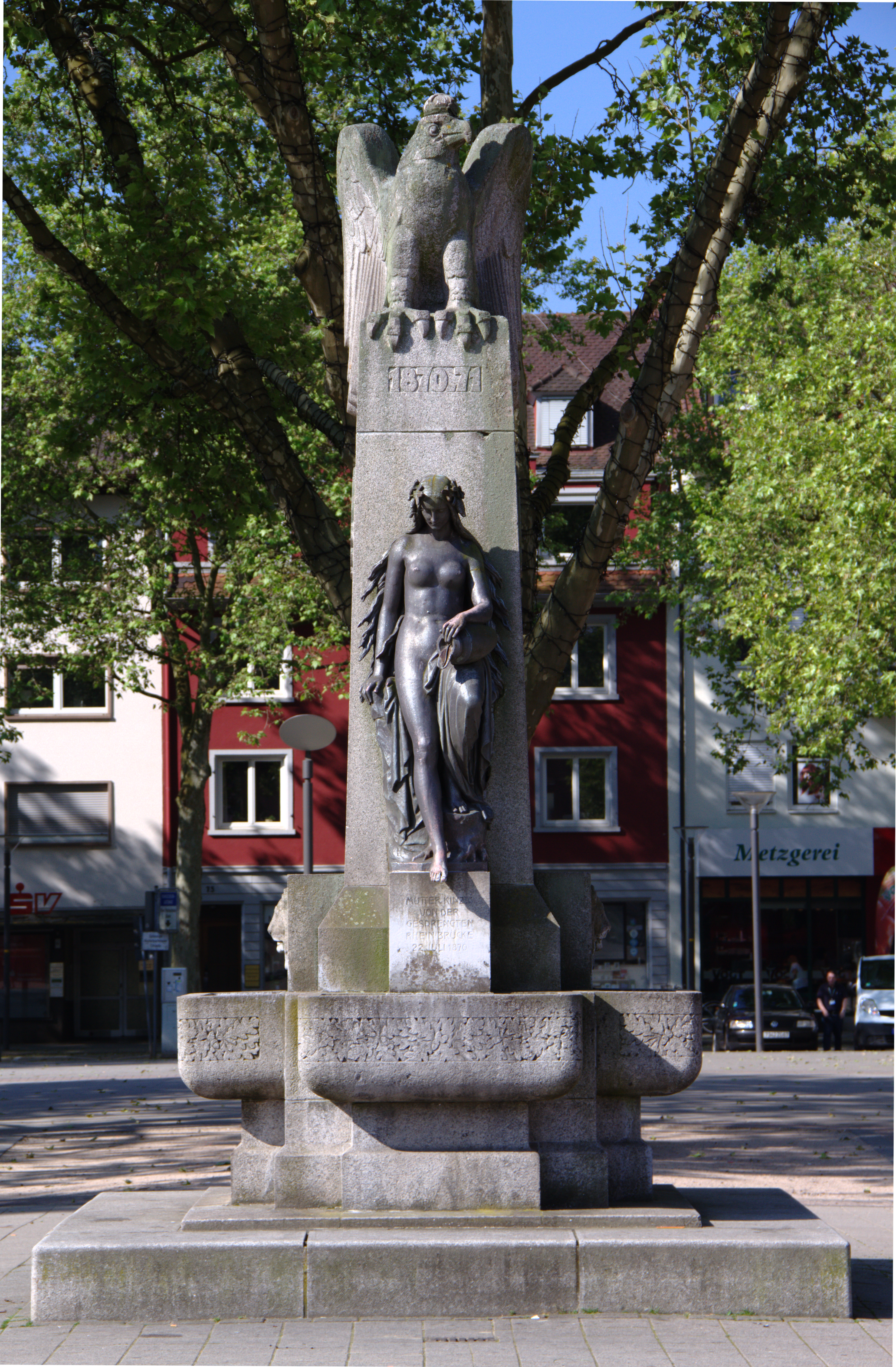
Мати Кінциг
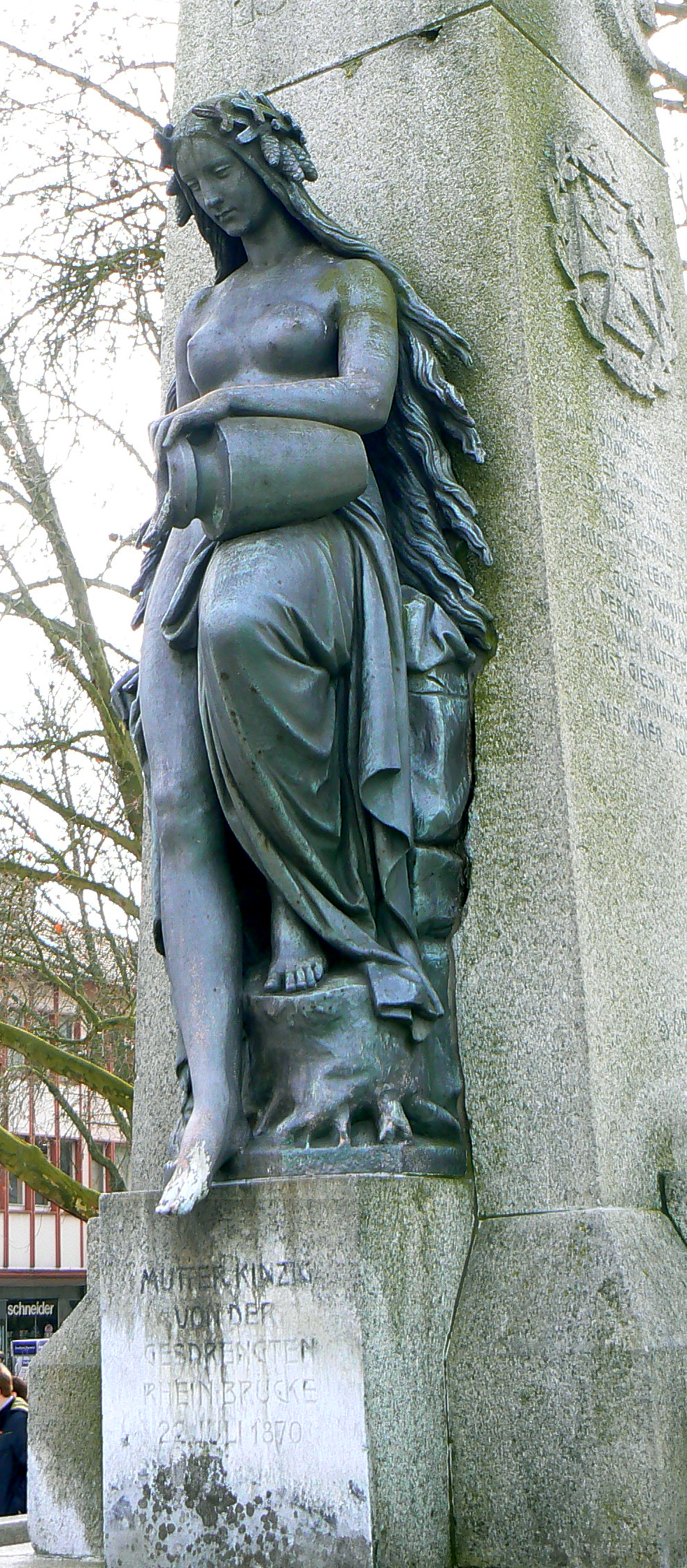
Гідрія і пень
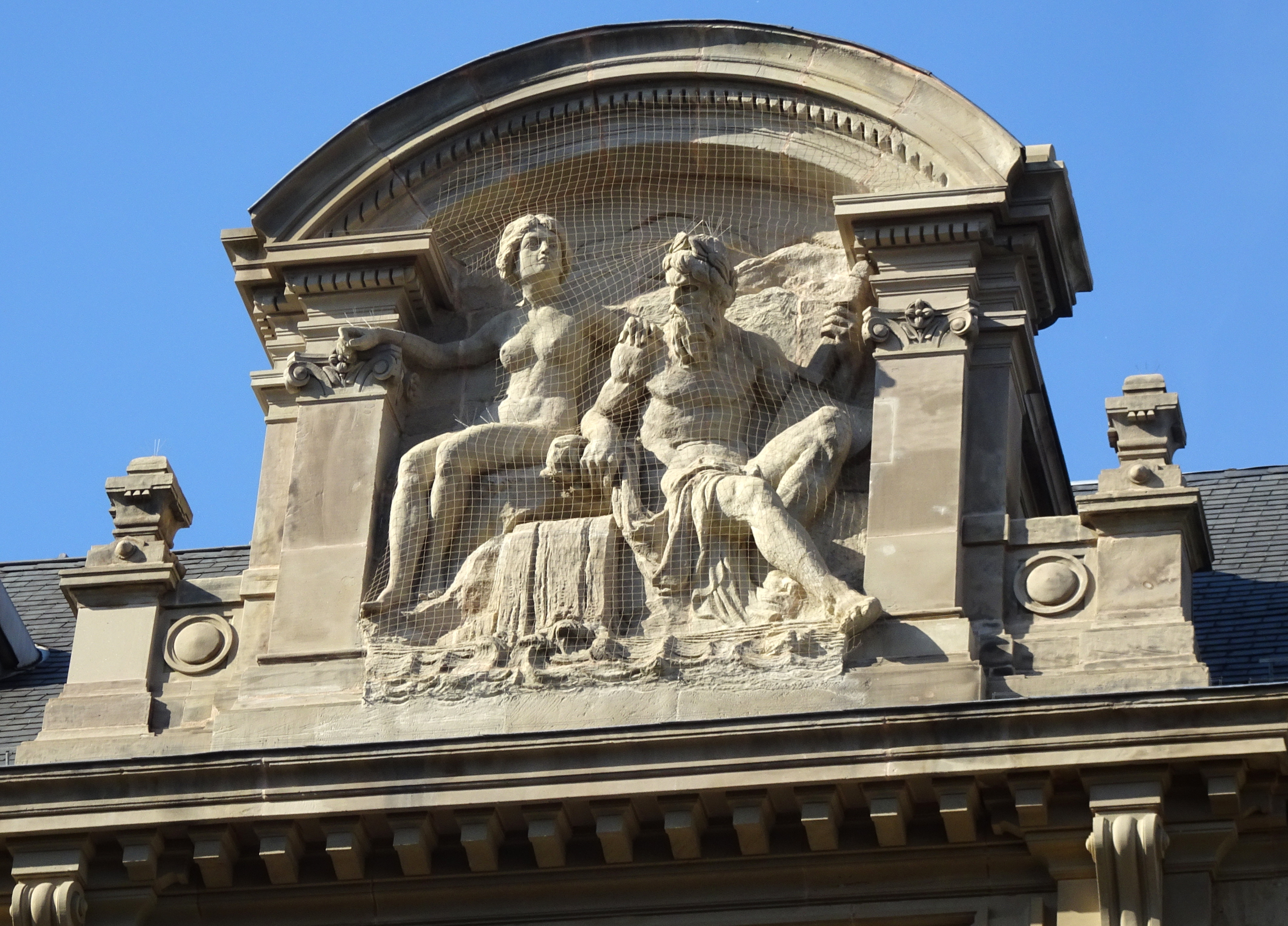
Для порівняння: батько Рейн і мати Мозель, Альфред Марцольф[en] (1898)